# So Dark the Night
So Dark the Night is een Amerikaanse film noir uit 1946 onder regie van Joseph H. Lewis.

## Verhaal
De Parijse politie-inspecteur Henri Cassin neemt vakantie in een dorpje op het Franse platteland. Hij wordt er verliefd op Nanette, de dochter van de herbergier. Zij is al verloofd met de boer Léon Archard, maar de moeder van Nanette vindt het een beter idee dat haar dochter trouwt met Henri. Léon geeft zich echter niet zomaar gewonnen. Wanneer Nanette op een dag dood wordt aangetroffen, valt de verdenking meteen op hem.

## Rolverdeling
| Acteur            | Personage          |
| ----------------- | ------------------ |
| Steven Geray      | Henri Cassin       |
| Micheline Cheirel | Nanette Michaud    |
| Eugene Borden     | Pierre Michaud     |
| Ann Codee         | Mama Michaud       |
| Egon Brecher      | Dr. Boncourt       |
| Helen Freeman     | Weduwe Bridelle    |
| Brother Theodore  | Georges            |
| Gregory Gaye      | Commissaris Grande |
| Jean Del Val      | Dr. Manet          |
| Emil Rameau       | Pastoor Cortot     |
| Paul Marion       | Léon Achard        |
| Louis Mercier     | Jean Duval         |